# Conjetura de Bateman-Horn
En teoría de números, la conjetura de Bateman-Horn es una declaración sobre la frecuencia de los números primos entre los valores de un sistema de polinomios, llamado así por los matemáticos Paul T. Bateman y Roger A. Horn, que la propusieron en 1962. Proporciona una amplia generalización de tales conjeturas como la conjetura de Hardy y Littlewood sobre la densidad de números primos gemelos o su conjetura sobre primos de la forma n2 + 1; y también supone un fortalecimiento de la hipótesis H de Schinzel.

## Definición
La conjetura de Bateman-Horn proporciona una densidad conjeturada para los enteros positivos en los que un conjunto dado de polinomios tiene todos sus valores primos. Para un conjunto de m polinomios irreducibles distintos ƒ1, ..., ƒm con coeficientes enteros, una condición necesaria obvia para que los polinomios generen simultáneamente valores primos infinitamente a menudo es que satisfagan la condición de  Bunyakovsky, de que no existe un número primo p que divida su producto f(n) por todo entero positivo n. Porque, si hubiera tal primo p, que tuviera todos los valores de los polinomios simultáneamente primos para un n dado implicaría que al menos uno de ellos debe ser igual a p, lo que solo debe ocurrir para un número finito de valores de n, o habría un polinomio con un número infinito de raíces, mientras que la conjetura implica dar condiciones para que los valores sean simultáneamente primos para un número infinito de n.
Un entero n genera primos para el sistema dado de polinomios si cada polinomio ƒi(n) produce un número primo cuando se le da n como argumento. Si P(x) es el número de enteros primos entre los enteros positivos menores que x, entonces la conjetura de Bateman-Horn establece que
{\displaystyle P(x)\sim {\frac {C}{D}}\int _{2}^{x}{\frac {dt}{(\log t)^{m}}},\,}
donde D es el producto de los grados de los polinomios y donde C es el producto de los primos p
{\displaystyle C=\prod _{p}{\frac {1-N(p)/p}{(1-1/p)^{m}}}\ }
con {\displaystyle N(p)} el número de soluciones para
{\displaystyle f(n)\equiv 0{\pmod {p}}.\ }
La propiedad de Bunyakovsky implica que {\displaystyle N(p)<p} para todos los primos p, por lo que cada factor en el producto infinito C es positivo. Intuitivamente, se espera naturalmente que la constante C sea en sí misma positiva, lo que se puede demostrar con algo de trabajo (ya que algunos productos infinitos de números positivos son ceros).

## Números negativos
Como se indicó anteriormente, la conjetura no es cierta: el polinomio único ƒ1(x) = −x produce solo números negativos cuando se le da un argumento positivo, por lo que la fracción de números primos entre sus valores es siempre cero. Hay dos formas igualmente válidas de refinar la conjetura para evitar esta dificultad:
- Se puede requerir que todos los polinomios tengan coeficientes principales positivos, de modo que solo un número constante de sus valores pueda ser negativo.
- Alternativamente, se pueden permitir coeficientes principales negativos pero contar un número negativo como primo cuando su valor absoluto es primo.

Es razonable permitir que los números negativos cuenten como primos como un paso hacia la formulación de conjeturas más generales que se aplican a otros sistemas de números distintos de los enteros, pero al mismo tiempo es fácil simplemente rechazar estos polinomios si es necesario para centrarse en el caso en el que los coeficientes principales son positivos.

## Ejemplos
Si el sistema de polinomios consta del polinomio único ƒ1(x) = x, entonces los valores n para los que ƒ1 (n) es primo son ellos mismos los números primos, y la conjetura se convierte en una reformulación del teorema de los números primos.
Si el sistema de polinomios consta de los dos polinomios ƒ1(x) = x y ƒ2(x) =  x + 2, entonces los valores de n para los cuales ƒ1(n) y ƒ2(n ) son primos son solo los más pequeños de los dos primos en cada par de números primos gemelos. En este caso, la conjetura de Bateman-Horn se reduce a la conjetura de Hardy-Littlewood sobre la densidad de primos gemelos, según la cual el número de pares de primos gemelos menores que x es:
{\displaystyle \pi _{2}(x)\sim 2\prod _{p\geq 3}{\frac {p(p-2)}{(p-1)^{2}}}{\frac {x}{(\log x)^{2}}}\approx 1.32{\frac {x}{(\log x)^{2}}}.}

## Analogía para polinomios sobre un cuerpo finito
Cuando los números enteros se reemplazan por el anillo polinomial F[u] para un cuerpo finito F, es posible preguntarse con qué frecuencia un conjunto finito de polinomios fi( x) en F[u][x] toma simultáneamente valores irreducibles en F[u] cuando se sustituyen por x elementos de F[u]. Las analogías bien conocidas entre números enteros y F[u] sugieren un análogo de la conjetura de Bateman-Horn sobre F[u], pero el predicado análogo es incorrecto. Por ejemplo, los datos sugieren que el polinomio
{\displaystyle x^{3}+u\,}
en F3[u][x] toma (asintóticamente) el número esperado de valores irreducibles cuando x corre sobre polinomios en F3[ u] de grado impar, pero parece tomar (asintóticamente) el doble de valores irreducibles de lo esperado cuando x pasa por polinomios de grado que es 2 mod 4, mientras que (probablemente) toma valores "no" irreducibles en absoluto cuando x corre sobre polinomios no constantes con un grado que es un múltiplo de 4. Un análogo de la conjetura de Bateman-Horn sobre F[u] que se ajusta a usos de datos numéricos con un factor adicional en sus condiciones asintóticas que depende del valor de d mod 4, donde d es el grado de los polinomios en F[u] sobre los que se muestrea x.